# The Shangri-Las
Pour les articles homonymes, voir Shangri-La (homonymie).
Les Shangri-Las (The Shangri-Las) est un groupe vocal féminin américain des années 1960.
Entre 1964 et 1966, elles ont connu le succès avec des chansons poignantes, traitant souvent de ruptures adolescentes.
Leurs hits les plus connus sont Remember (Walking in the Sand) et Leader of the Pack.

## Historique
Formé au lycée Andrew Jackson (Queens) en 1963, le groupe Shangri-Las est constitué de deux paires de sœurs : Mary et Elisabeth Weiss, d'une part, et les jumelles Marguerite et Mary Ann Ganser d'autre part. Le groupe est souvent considéré comme un trio, Elisabeth Weiss ayant souvent évité de participer aux apparitions publiques du groupe. Le nom du groupe, inspiré par le nom d'un restaurant du Queens, a été choisi pour la sortie de leur premier disque en 1964.
En avril 1964, les parents des membres du groupe (qui sont toutes mineures à l'époque) signent un contrat avec Red Bird Records. Leur premier titre, Remember (Walking in the sand) est un succès (#5 des ventes aux États-Unis). Il est suivi la même année de Leader of the Pack, leur plus grand succès (#1 des ventes). Les jeunes chanteuses commencent alors à se produire sur scène avec des groupes tels que les Beatles, Dusty Springfield, les Drifters ou encore James Brown (qui leur dira être surpris qu'elles soient blanches, selon Mary Weiss - les Shangri-Las entreront du reste souvent dans les « charts » rhythm and blues). Parmi les groupes qu'elles embauchent pour les épauler, on compte The Sonics mais aussi The Iguanas, le groupe du jeune Iggy Pop.
Le groupe disparaît subitement tout à la fin des années 1960. Lassées par les rigueurs de leur métier et déçues par la baisse régulière de leur succès autant que par celle de leurs royalties, les Shangri-Las partent chacune de leur côté. Mary Weiss reprend ses études et travaille comme secrétaire puis comme comptable dans une société d'architectes et enfin comme directrice d'une boutique de mobilier. Betty Weiss a quant à elle travaillé pour une société de produits cosmétiques. Mary Ann Ganser décède le 14 mars 1970, sans doute d'une overdose de barbituriques. Sa jumelle Marge, qui a travaillé pour une compagnie de téléphone, est décédée le 28 juillet 1996 des suites d'un cancer du sein.

## Discographie

### Albums studio
- 1965 : Leader of the Pack
- 1965 : Shangri-Las-65! (également sorti sous le titre  I Can Never Go Home Anymore)

### Singles
- 1964 : Wishing Well / Hate To Say I Told You So
- 1964 : Remember (Walking in the Sand) / It's Easier To Cry (#5)
- 1964 : Leader of the Pack / What Is Love? (#1)
- 1965 : Simon Says / Simon Speaks
- 1965 : Give Him a Great Big Kiss / Twist And Shout (#18)
- 1965 : Maybe / Shout (#91)
- 1965 : Out in the Streets / The Boy (#53)
- 1965 : Give Us Your Blessings / Heaven Only Knows (#29)
- 1965 : Right Now and Not Later / The Train From Kansas City (#99)
- 1965 : I Can Never Go Home Anymore / Bull Dog (#6)
- 1966 : Long Live Our Love / Sophisticated Boom Boom (#33)
- 1966 : He Cried / Dressed In Black (#65)
- 1966 : Past, Present and Future / Paradise (#59)
- 1967 : The Sweet Sounds of Summer / I'll Never Learn (#123)
- 1967 : Take the Time / Footsteps On The Roof